# Généalogie des Capétiens
Cet arbre retrace la généalogie de la maison royale des Capétiens, en fonction des branches.  

## Généalogie par branches

### Explications
- En italique : les branches illégitimes
- En petit : les branches n'ayant pas régné sur la France

Chaque branche est accompagnée de son fondateur.

### Arbre
- Robertiens
  -  Capétiens : Hugues Capet
    -  Maison de Valois : Charles de Valois
      - Première maison d'Orléans : Philippe de France (1336-1375)
      - Maison de Valois-Alençon : Charles II d'Alençon
      - Maison de Valois-Anjou : Louis Ier d'Anjou (1339-1384)
      - Maison de Valois-Berry : Jean de Berry (1340-1416)
      - Maison de Valois-Bourgogne : Philippe II de Bourgogne (1342-1404)
        - Maison de Bourgogne-Brabant : Antoine de Brabant (1384-1415)
        - Maison de Bourgogne-Nevers : Philippe de Bourgogne (1389-1415)

      -  Valois-Orléans : Louis Ier d'Orléans (1372-1407)
        -  Maison illégitime d'Orléans-Longueville : Jean d'Orléans
          - Maison d'Orléans-Rothelin: François d'Orléans-Rothelin

        -  Maison de Valois-Angoulême : Jean d’Orléans (1399-1467)
          - Maison illégitime de Valois-Saint-Rémy : Henri de Saint-Rémi

    - Maison d'Évreux-Navarre : Louis d'Évreux (1276-1319)
      - Maison illégitime de Beaumont-le-Roger

    - Maison de Bourbon : Robert de Clermont (1256-1317)
      - Maison illégitime de Bourbon-Roussillon
      - Maison illégitime de Bourbon-Lavedan
      - Maison illégitime de Bourbon de Busset
      - Maison de Bourbon-La Marche : Louis Ier de Bourbon (1322-1342)
        - Maison de Bourbon-Vendôme : Jean VII de Bourbon
          - Maison de Montpensier
          - Maison de Saint-Pol
          - Maison illégitime de Bourbon-Ligny
          -  Dynastie des Bourbons : Henri IV
            -  Maison de Bourbon-Artois : Charles X (1757-1836)
            - Maison illégitime de Vendôme
            - Troisième maison d’Orléans
            - Maison de Bourbon en Espagne
              - Maison de Bourbon-Siciles
              - Maison de Bourbon-Parme
                - Maison de Bourbon-Nassau

              - Maison de Bourbon-Bragance

            -  Quatrième maison d'Orléans, ducs d'Orléans
              - Maison d'Orléans-Bragance
              - Maison d'Orléans-Galliera

            - Maison illégitime de Dombes[Note 1]
            - Maison illégitime de Penthièvre

          - Maison de Condé
            - Maison de Conti
            - Maison de Bourbon-Soissons : Charles de Bourbon-Soissons (1566-1612)

        - Maison de Bourbon-Préaux
        - Maison de Bourbon-Carency
          - Maison de Bourbon-Duisans

      - Première maison de Montpensier

    - Maison capétienne d'Artois
    - Maison capétienne d'Anjou-Sicile
    - Maison capétienne de Dreux
      - Maison capétienne de Machecoul

    - Maison capétienne de Courtenay
    - Maison capétienne de Vermandois
    - Maison capétienne de Bourgogne
      - Maison de Bourgogne-Montagu
      - Maison de Bourgogne-Viennois
      - Maison de Bourgogne au Portugal
        - Maison d'Aviz
          - Deuxième maison de Bragance
            - Maison de Castro
            - Maison de Cadaval

## Branches
- Charles de Valois → Généalogie des Valois, éteinte dans les mâles en 1589
Les Valois ont donné naissance à trois branches illégitimes :
  - la maison de Valois-Saint-Rémy, issue d'Henri de Saint-Rémy, fils d'Henri II de France, éteinte dans les mâles en 1785
  - la maison de Longueville, issue de Jean de Dunois, fils de Louis Ier d'Orléans, éteinte dans les mâles en 1764
  - les Bourgogne issus d'un bâtard du duc Jean Ier de Bourgogne (Jean sans Peur), éteints dans les mâles en 1886
- Louis d'Evreux → maison capétienne d'Evreux-Navarre, éteinte dans les mâles en 1425, une branche illégitime a subsisté jusqu'en 1650 au moins.
- Robert de Clermont → Généalogie des Bourbons, encore représentée
- Robert Ier d'Artois → maison capétienne d'Artois, éteinte en 1472
- Charles Ier d'Anjou → maison capétienne d'Anjou-Sicile, éteinte dans les mâles en 1414
- Robert Ier de Dreux → maison capétienne de Dreux, éteinte en 1590, une branche illégitime a subsisté jusqu'en 1746.
- Pierre Ier de Courtenay → maison capétienne de Courtenay, éteinte en 1768
- Hugues Ier de Vermandois → maison capétienne de Vermandois, éteinte en 1266
- Robert le Vieux → première maison capétienne de Bourgogne, éteinte en 1361
une branche cadette est la maison royale du Portugal éteinte en 1383, et qui a donné le jour à deux branches illégitimes :
  - la maison d'Aviz, éteinte en 1580.
  - la maison de Bragance, encore représentée et dont deux branches
    - la maison de Castro
    - la maison de Cadaval
- Hugues Capet→ Généalogie des Capétiens directs, encore représentée

## Sources